# جغرافیای سنگاپور

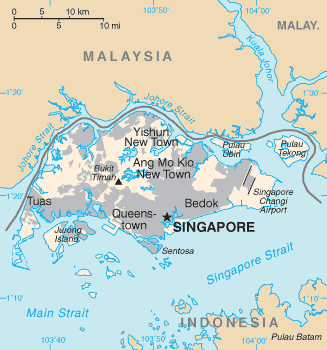
An outline of Singapore and the surrounding islands and waterways.

سنگاپور کمی کوچکتر از بحرین است. این کشور که از تعدادی جزیره تشکیل شده، در جنوب شرقی آسیا واقع شده و یکی از مراکز بزرگ تجاری داد و ستد کالا در جهان است. 
سنگاپور دارای مساحتی برابر با ۶۹۲٫۷ کیلومتر مربع است که تقریباً ۳٫۵ برابر بزرگ‌تر از واشینگتن دی‌سی می‌باشد. این کشور جزیره‌ای در نقطه‌ای باریک از تنگه مالاکا، در جنوب شبه‌جزیره مالایا و میان دریای جنوبی چین و اقیانوس هند قرار دارد. سنگاپور تقریباً در ۹۶ کیلومتری شمال استوا، میان عرض‌های جغرافیایی ۱°۰۹′ تا ۱°۲۹′ شمالی و طول‌های ۱۰۳°۳۶′ تا ۱۰۴°۲۵′ شرقی واقع شده‌است.
سنگاپور یکی از ۳ کشور-شهر مستقل کنونی در جهان است. از زمان استقلال در سال ۱۹۶۵، به یکی از پررونق‌ترین کشورهای جهان تبدیل شده و امروز یکی از پرترددترین بندرهای دنیاست. سنگاپور از لحاظ ذخایر معدنی کشوری فقیر است، اما اقتصاد آن که متکی بر بخش خدمات و صنعت است، رشد و شکوفایی فراوانی داشته و این کشور را به یکی از ثروتمندترین مناطق دنیا تبدیل کرده‌است. به نحوی که هم‌اکنون چهارمین مرکز اقتصادی بزرگ دنیا و سومین مرکز بزرگ پالایش نفت در دنیا به‌شمار می‌آید.
آب و هوای این کشور گرم و مرطوب است و میانگین بارش سالانه در آن به بیش از ۲۳۴۰ میلی‌متر می‌رسد.
نزدیک به دوسوم جزیرهٔ اصلی سنگاپور کمتر از ۱۵ متر از سطح دریا ارتفاع دارد. بلندترین نقطه، تپهٔ تیماه، تنها ۱۶۲ متر ارتفاع دارد و همراه با دیگر بلندی‌ها مانند تپه‌های پانجانگ و ماندای، منطقه‌ای ناهموار در مرکز جزیره ایجاد کرده است. در غرب و جنوب، پرتگاه‌هایی با جهت‌گیری شمال‌غربی به جنوب‌شرقی دیده می‌شود که کوه فابر نمونه‌ای از آن‌هاست. بخش شرقی جزیره نیز فلاتی کم‌ارتفاع است که در اثر فرسایش به توده‌ای پیچیده از تپه‌ها و دره‌ها تبدیل شده است. این ناهمواری‌ها بازتاب زمین‌شناسی منطقه‌اند: تپه‌های مرکزی از سنگ‌های گرانیتی تشکیل شده‌اند، پرتگاه‌ها از سنگ‌های رسوبی چین‌خورده و گسله، و فلات شرقی از شن و ماسه‌های فشرده‌نشده.
در بخش زهکشی و خاک، شبکه‌ای متراکم از رودهای کوتاه سراسر جزیره را پوشش می‌دهد، اما به دلیل شیب کم و رواناب زیاد ناشی از پاک‌سازی زمین‌ها، سیلاب‌ها در برخی نقاط شدید هستند. بسیاری از این رودها، به‌ویژه در بخش‌های شمالی، به خورهایی حاشیه‌دار با جنگل‌های حرّا منتهی می‌شوند که تا عمق خشکی ادامه دارند. هیچ‌کدام از خاک‌های جزیره حاصلخیزی قابل‌توجهی ندارند، اما خاک‌های گرانیتی کمی بهتر از بقیه‌اند. خاک‌های منشأ گرفته از سنگ‌های رسوبی تنوع زیادی دارند، اما اغلب دارای لایه‌های سخت فشرده هستند که رشد ریشهٔ گیاهان و زهکشی را مختل می‌کند. خاک‌های شرق سنگاپور نیز بسیار فقیر و فرسایش‌یافته‌اند و به‌دلیل بهره‌برداری انسانی بی‌رویه در نسل‌های گذشته، به‌شدت تخریب شده‌اند.

## قلمرو و جزایر
سرزمین کشور شامل یک جزیره اصلی و حدود ۶۳ جزیرهٔ کوچک پیرامونی است. جزایر بزرگ‌تر شامل پولائو تِکونگ، پولائو اوبین، سنتوسا و جزیره جورونگ هستند. سنگاپور از طریق دو پل مصنوعی به مالزی متصل شده‌است: پل کازوی در شمال که سنگاپور را به ایالت جوهور متصل می‌کند و پل دوم توآس که بخش غربی سنگاپور را به جوهور پیوند می‌دهد. جزایر ریائو در اندونزی نیز با یک سفر دریایی کوتاه قابل دسترسی‌اند.

## ناهمواری‌ها و زمین‌شناسی
بیشتر بخش‌های جزیره در ارتفاعی کمتر از ۱۵ متر از سطح دریا قرار دارند. بلندترین نقطهٔ طبیعی کشور، تپه بوکیت تیما با ارتفاع ۱۶۶ متر است که از سنگ‌های گرانیتی تشکیل شده‌است. از دیگر بلندی‌ها می‌توان به بوکیت گومباک (۱۳۹ متر)، بوکیت پانجانگ (۱۳۲ متر) و بوکیت باتوک (۱۰۶ متر) اشاره کرد. شمال‌غرب جزیره دارای دره‌های سنگ‌های رسوبی است و در مناطق غربی و جنوب‌غربی، صخره‌های باریک مانند کوه فابر، پاسی‌ر لابا و پاسی‌ر پانجانگ دیده می‌شود. شرق جزیره نیز عمدتاً سرزمینی شنی و هموار است که نهرها در آن شیارهای تند ایجاد کرده‌اند.

## بازسازی زمین و توسعه شهری
از دههٔ ۱۹۶۰، دولت سنگاپور پروژه‌های گسترده‌ای برای ساخت شهرک‌های جدید، الحاق جزایر کوچک، تسطیح تپه‌ها و خشک‌کردن باتلاق‌ها به‌منظور گسترش مناطق شهری اجرا کرد. این اقدامات باعث شد مساحت سنگاپور از ۵۸۱٫۵ کیلومتر مربع در دههٔ ۱۹۶۰ به ۶۹۷٫۲ کیلومتر مربع در سال‌های اخیر افزایش یابد و احتمال دارد تا سال ۲۰۳۰ به بیش از ۷۹۰ کیلومتر مربع برسد.

## آب‌وهوا

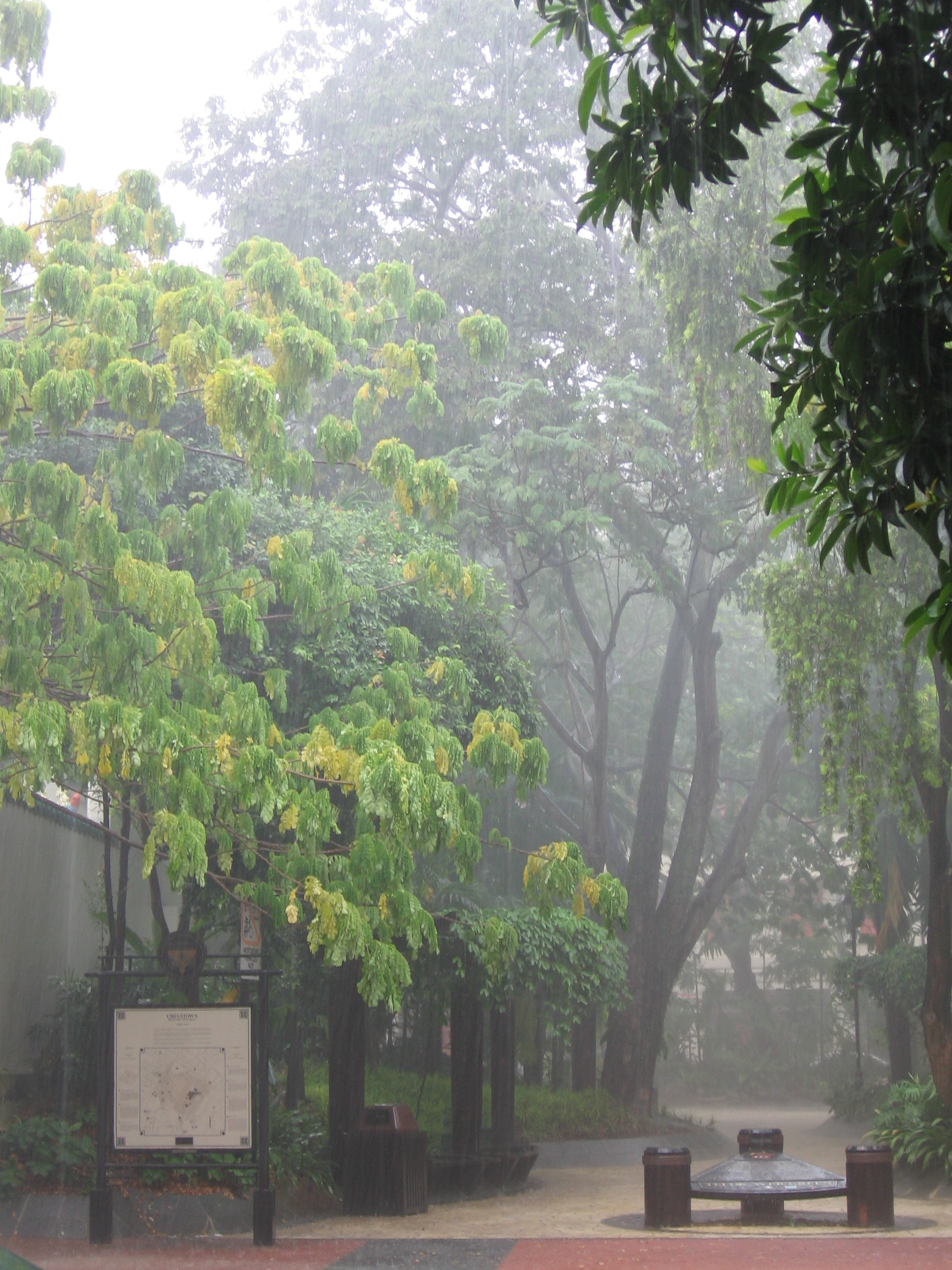
رعدوبرق‌های بعدازظهر پدیده‌ای رایج در سنگاپور هستند که دارای آب‌وهوای استوایی است.